# Saint-Germain-sur-Morin
Saint-Germain-sur-Morin ist eine französische Gemeinde mit 3892 Einwohnern (Stand 1. Januar 2022) im Département Seine-et-Marne in der Region Île-de-France. Sie gehört zum Arrondissement Torcy und zum Kanton Serris. Die Einwohner werden Saint-Germinois(es) genannt.

## Geografie
Durch Saint-Germain-sur-Morin, das etwa 35 Kilometer östlich von Paris liegt, verläuft der Fluss Grand Morin. Umgeben wird Saint-Germain-sur-Morin von den Nachbargemeinden Couilly-Pont-aux-Dames im Norden und Nordosten, Villiers-sur-Morin und Coutevroult im Osten und Südosten, Magny-le-Hongre im Süden und Südwesten sowie Montry im Westen.

## Bevölkerungsentwicklung
| Jahr      | 1962 | 1968 | 1975 | 1982 | 1990 | 1999 | 2006 | 2011 | 2020 |
| Einwohner | 703  | 676  | 2067 | 2124 | 2356 | 2755 | 3281 | 3553 | 3849 |

## Gemeindepartnerschaften
- Mit der rumänischen Gemeinde Satu-Nou besteht eine Partnerschaft.

## Sehenswürdigkeiten

Kirche St-Germain

- Kirche St-Germain